# 2277 Moreau
2277 Moreau (1950 DS) là một tiểu hành tinh vành đai chính được phát hiện ngày 18 tháng 2 năm 1950 bởi S. Arend ở Uccle.